# Lý Đức (thượng tọa)
Lý Đức (tên thường gọi Thượng tọa Lý Minh Đức, sinh ngày 24 tháng 4 năm 1970) là một tu sĩ Phật giáo, chính trị gia người Việt Nam, dân tộc Khmer. Ông hiện là Thượng tọa, Trụ trì Chùa Som Rông, thành phố Sóc Trăng, tỉnh Sóc Trăng, Ủy viên Hội đồng Dân tộc của Quốc hội, đại biểu Quốc hội Việt Nam khóa 14 nhiệm kì 2016-2021, thuộc đoàn đại biểu Quốc hội tỉnh Sóc Trăng. Ông lần đầu trúng cử đại biểu Quốc hội năm 2016 ở đơn vị bầu cử số 3, tỉnh Sóc Trăng gồm có thị xã Vĩnh Châu và các huyện: Mỹ Xuyên, Trần Đề, cùng với ông Nguyễn Đức Kiên.

## Xuất thân
Lý Đức quê quán ở xã Lâm Kiết, huyện Thạnh Trị, tỉnh Sóc Trăng.
Ông hiện cư trú ở Số 367 chùa Som Rông, Tôn Đức Thắng, khóm 2, phường 5, thành phố Sóc Trăng, tỉnh Sóc Trăng.

## Giáo dục
- Giáo dục phổ thông: 12/12
- Trung cấp Phật học
- Sơ cấp lí luận chính trị

## Sự nghiệp
Ông gia nhập Đảng Cộng sản Việt Nam vào ngày 25/4/2014.
Ông từng là đại biểu hội đồng nhân dân Phường 5 khóa 12.
Khi lần đầu ứng cử đại biểu Quốc hội Việt Nam khóa 14 vào tháng 5 năm 2016 ông đang là Thượng tọa, Trụ trì
Chùa Som Rông, thành phố Sóc Trăng, tỉnh Sóc Trăng, làm việc ở Chùa Som Rông, thành phố Sóc Trăng, tỉnh Sóc
Trăng, có bằng sơ cấp cấp lí luận chính trị.
Ông đã trúng cử đại biểu Quốc hội năm 2016 ở đơn vị bầu cử số 3, tỉnh Sóc Trăng gồm có thị xã Vĩnh Châu và các huyện: Mỹ Xuyên, Trần Đề, được 231.882 phiếu, đạt tỷ lệ 67,87% số phiếu hợp lệ (cao nhất đơn vị này, người kia là ông Nguyễn Đức Kiên được 174.077 phiếu, đạt tỷ lệ 50,95% số phiếu hợp lệ).
Ông hiện là Thượng tọa, Trụ trì Chùa Som Rông, thành phố Sóc Trăng, tỉnh Sóc Trăng, Ủy viên Hội đồng Dân tộc của Quốc hội.
Ông đang làm việc ở Chùa Som Rông, thành phố Sóc Trăng, tỉnh Sóc Trăng.